# کیم دا سوم
کیم دا-سوم (به کره‌ای: 김다솜) (زاده ۶ می ۱۹۹۳) خواننده و بازیگر اهل کره جنوبی است.